# استان کارئواس
استان کارئواس (به اسپانیایی: Provincia de Carhuaz) یک استان در پرو است که در منطقه انکاش واقع شده‌است. استان کارئواس ۸۰۴ کیلومتر مربع مساحت و ۴۵٬۱۸۴ نفر جمعیت دارد.